# Đurđevac (Mionica)
Pour les articles homonymes, voir Đurđevac.
Đurđevac (en serbe cyrillique : Ђурђевац) est un village de Serbie situé dans la municipalité de Mionica, district de Kolubara. Au recensement de 2011, il comptait 215 habitants.

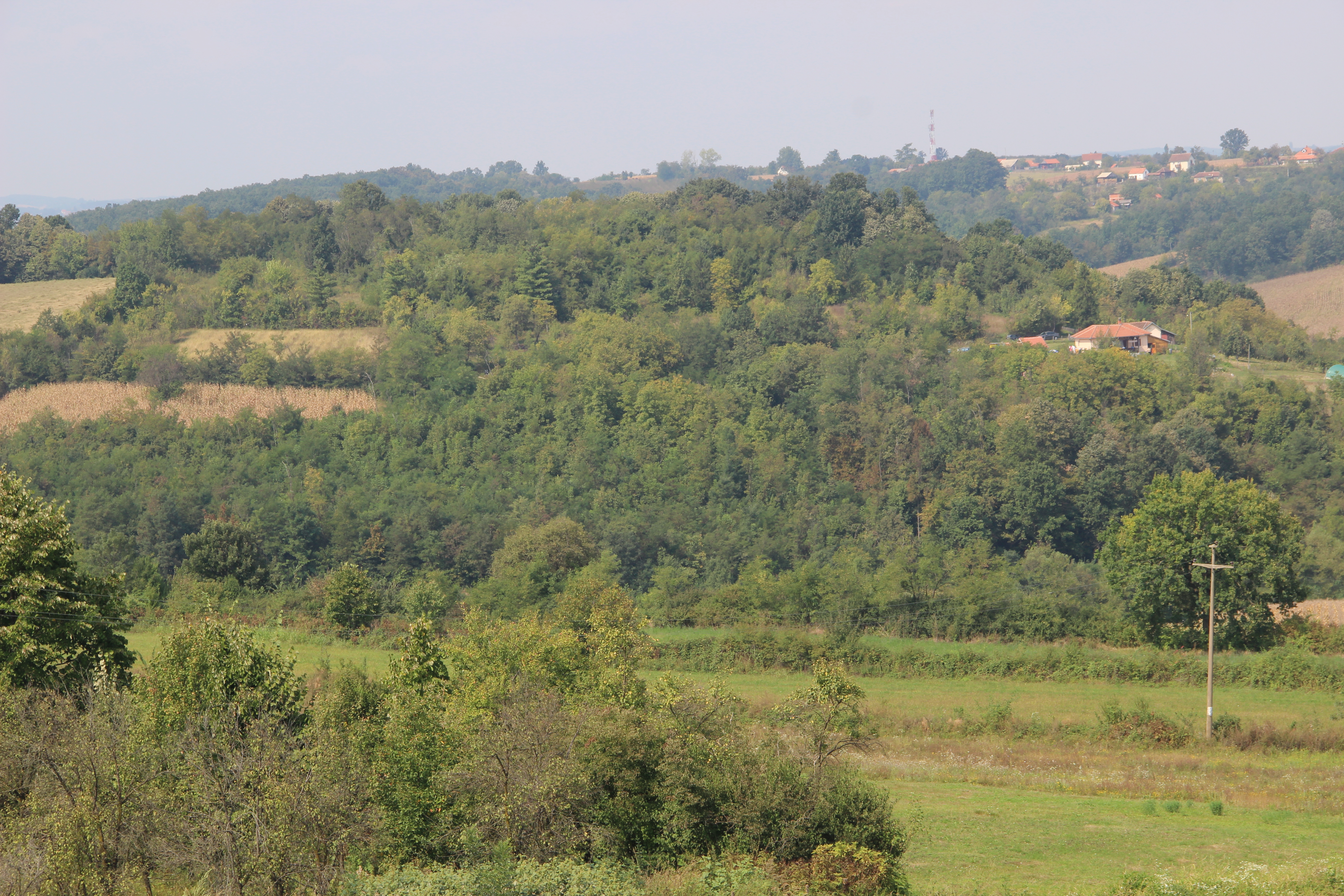
Đurđevac - panorama
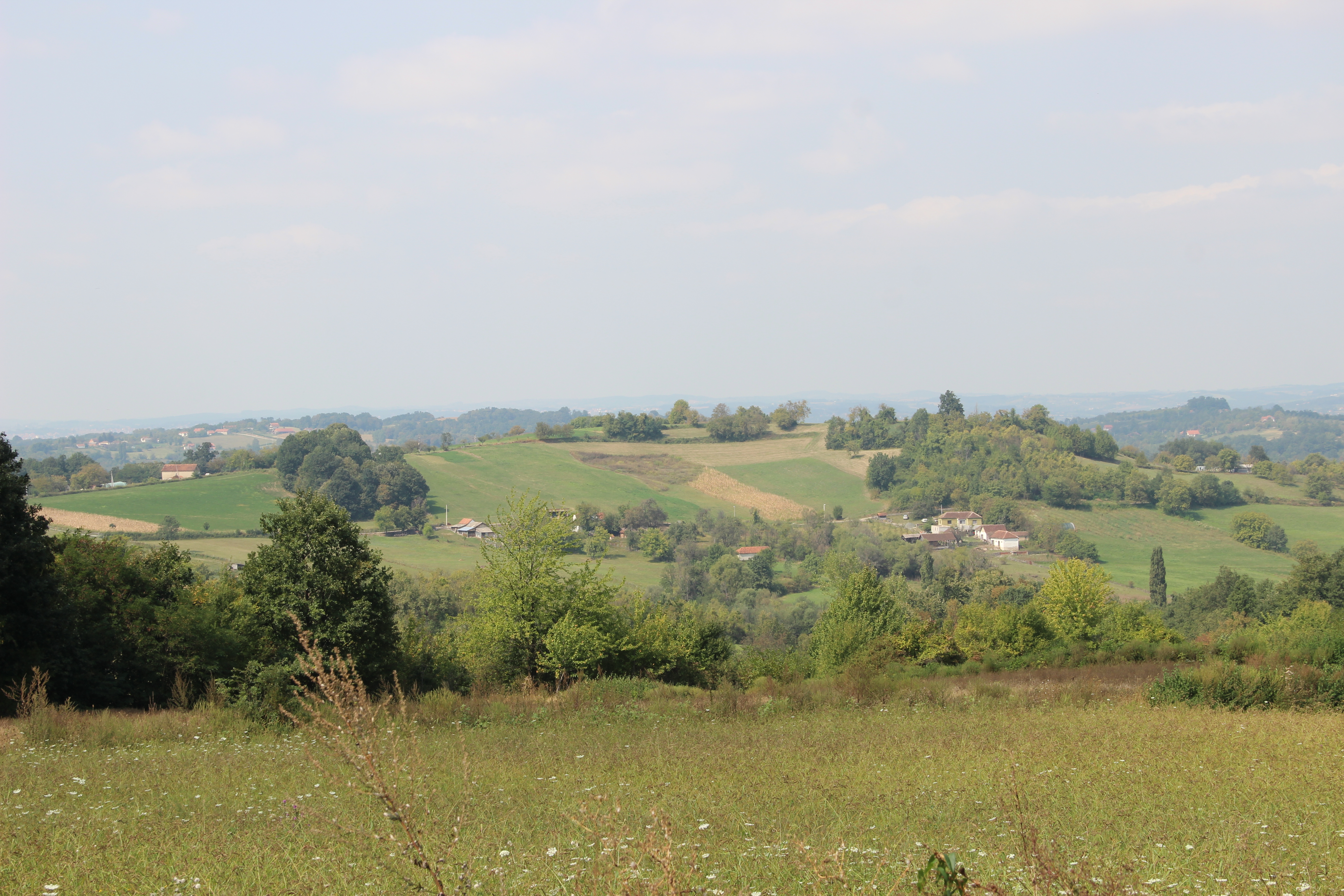
Đurđevac - panorama
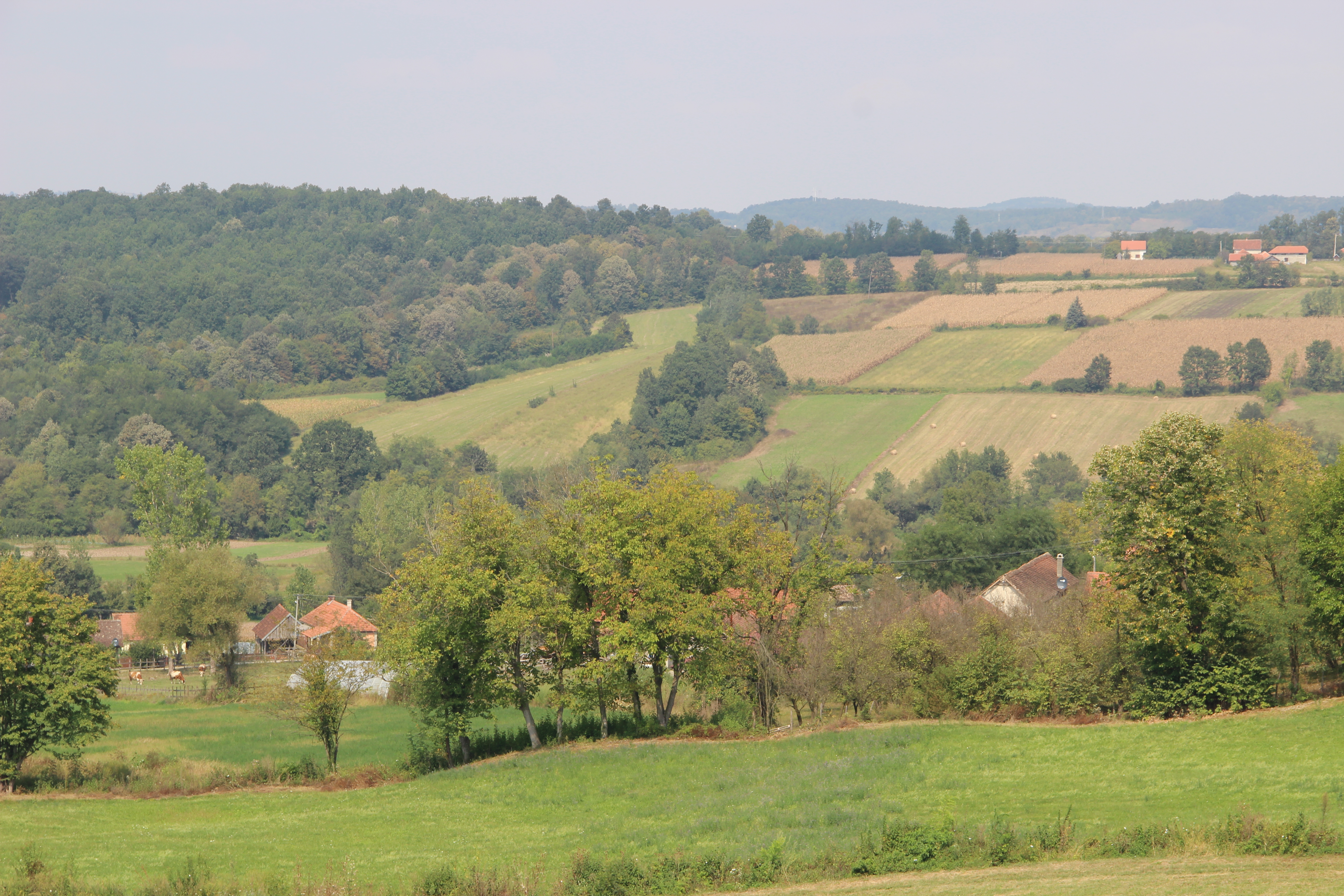
Đurđevac - panorama
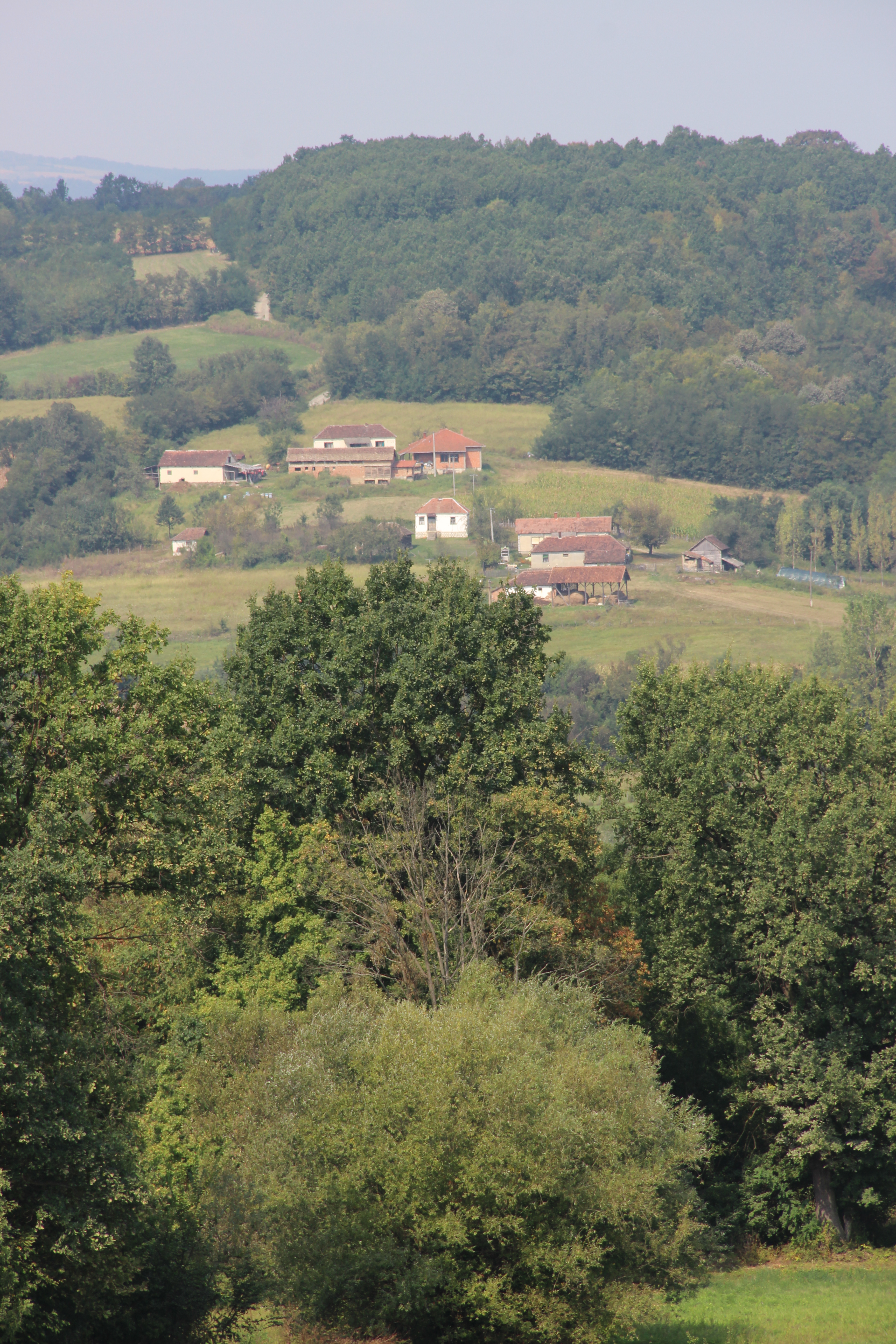
Đurđevac - panorama
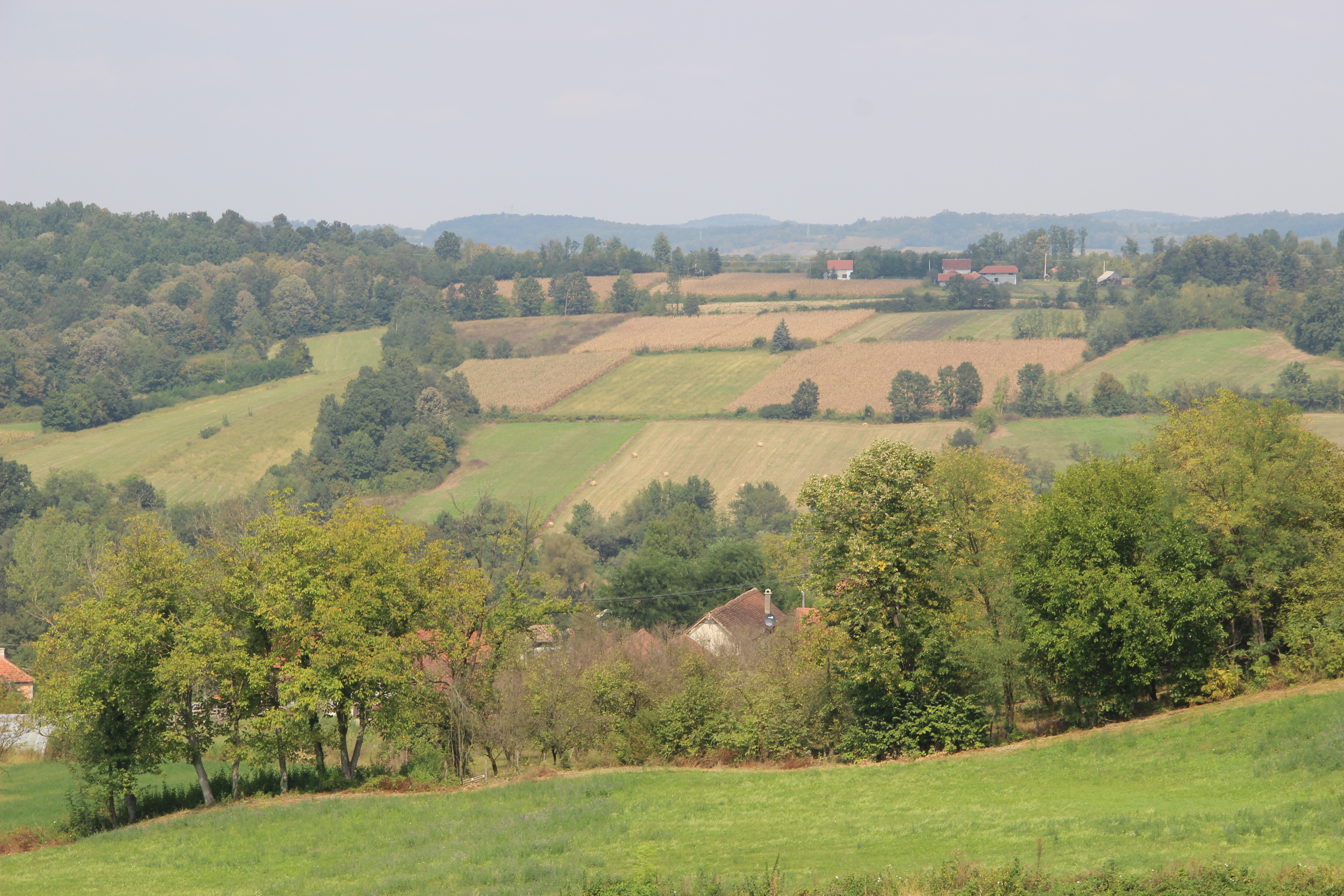
Đurđevac - panorama
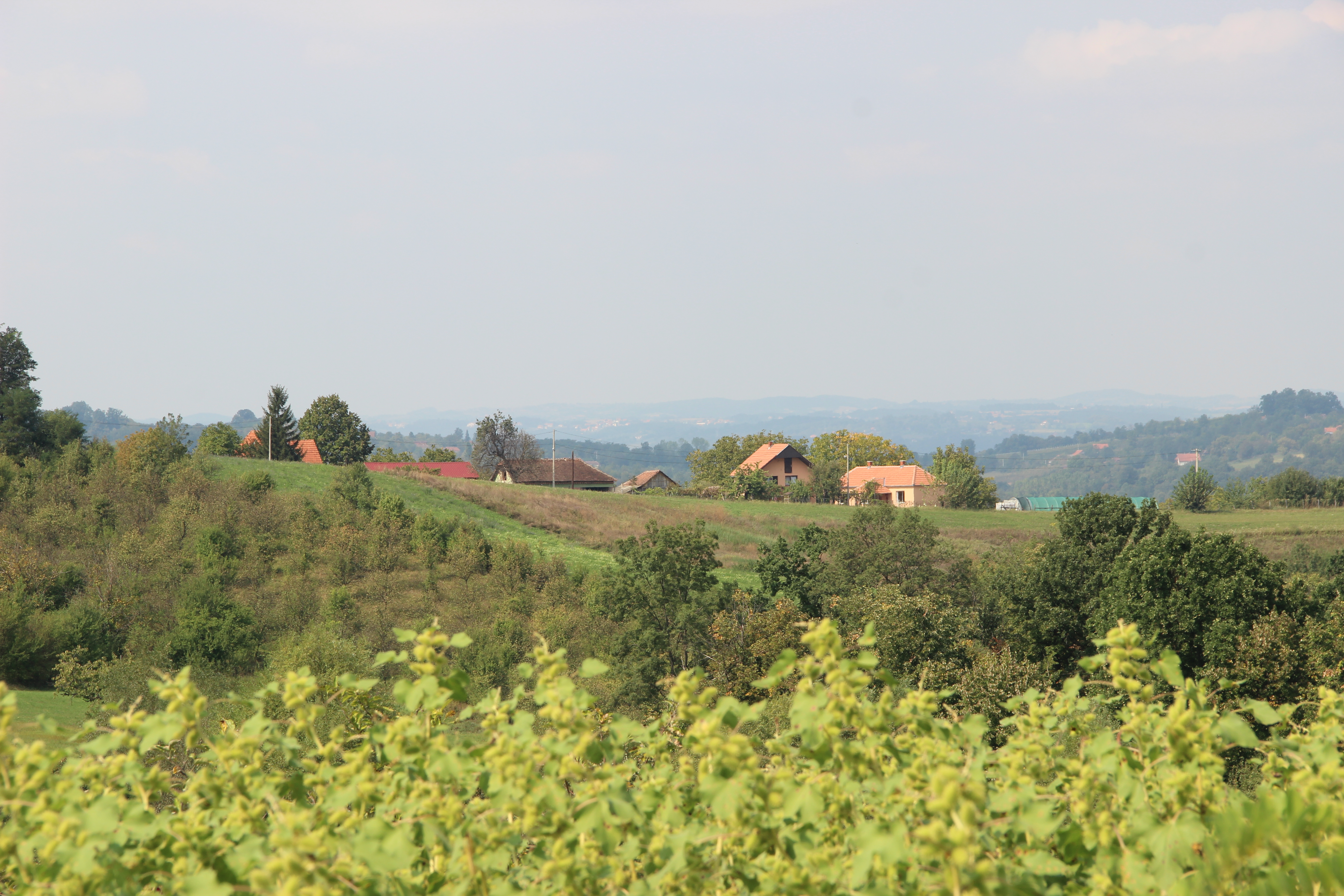
Đurđevac - panorama

## Démographie
| 1948 | 1953 | 1961 | 1971 | 1981 | 1991 | 2002 | 2011 |
| ---- | ---- | ---- | ---- | ---- | ---- | ---- | ---- |
| 553  | 558  | 490  | 450  | 412  | 323  | 297  | 215  |

|  |